# Плеймейкерка
Плейме́йкерка (англ. Running Point) — американський спортивний комедійний серіал, створений Елейн Ко, Мінді Калінг, Айком Барінгольцом і Девідом Стассеном із Кейт Гадсон у головній ролі. Прем'єра серіалу на Netflix відбулася 27 лютого 2025 року. У березні 2025 року серіал продовжено на другий сезон.

## Сюжет
Айлу Ґордон, колишню тусівницю, раптово призначають керівницею професійної баскетбольної франшизи, якою володіє її родина. Вона отримує шанс усього свого життя, але незабаром швидко дізнається, що керування баскетбольною командою пов'язане з безліччю проблем і несподіванок як на майданчику, так і поза ним. Тепер героїні доведеться довести, що вона справжня бізнес-леді.

## Акторський склад

### Головний
- Кейт Гадсон — Айла Ґордон, колишня координаторка благодійних ініціатив, яка нещодавно стала президентом професійного баскетбольного клубу Los Angeles Waves;
- Дрю Тарвер[en] — Сенді Ґордон, молодший зведений брат Айли, головний фінансовий директор LA Waves;
- Скотт Макартур[en] — Несс Ґордон, старший брат Айли, генеральний менеджер LA Waves;
- Бренда Сонг — Алі Лі, найкраща подруга Айли, менеджер з персоналу LA Waves;
- Фабріціо Гвідо — Джекі Морено, нещодавно виявлений молодший зведений брат Ґордонів;
- Чет Хенкс[en] — Тревіс Баґґ, проблемний розігруючий захисник LA Waves;
- Тобі Сандеман[en] — Маркус Вінфілд, давній зірковий гравець LA Waves.

### Другорядний
- Джей Елліс[en] — Джей Браун, головний тренер LA Waves;
- Дейн Ділігро[en] — Бадраг Кнаусс, гравець LA Waves зі Словенії;
- Джон Глейзер[en] — Шон Мерфі, спортивний тележурналіст;
- Кейла Монтерросо Мехіа[en] — Ана Морено, двоюрідна сестра Джекі, яка є його юристом;
- Уче Агада — Дайсон Гіббс, гравець-новачок LA Waves, відібраний з Ліги D;
- Роберто Санчес — Стівен Рамірез, голова правління LA Waves;
- Джастін Теру — Кем Ґордон, старший брат Айли, через проблеми з наркотиками нещодавно тимчасово залишив посаду президента LA Waves і призначив Айлу своїм наступником;
- Макс Грінфілд[en] — Лев Левенсон, наречений Айли, педіатр;
- Скотт Еванс[en] — Чарлі, хлопець Сенді, грумер собак.

## Український дубляж
- Студія: Постмодерн
- Режисер дубляжу: Світлана Шекера
- Звукооператор: Олександр Кривовяз
- Спеціаліст зі зведення звуку: Софія Багмут
- Перекладач: Олена Бабенко
- Спеціаліст з адаптації: Анна Альзоба
- Менеджер проекту: Аліна Журба

### Ролі дублювали
- Айла — Світлана Шекера;
- Сенді — Дмитро Завадський;
- Несс — Роман Семисал;
- Джекі — Володимир Гурін;
- Алі — Марія Єременко;
- Тревіс — Дмитро Гаврилов;
- Джей — Роман Молодій;
- Кем — Михайло Тишин;
- Маркус — Євген Лісничий;
- Лев — Роман Чорний;
- Дайсон — Максим Самчик;
- Шон Мерфі — Олексій Сафін;
- Стівен, коментатор — Петро Сова;
- Роджер, Френк, тренер Тоні — В'ячеслав Дудко;
- Джон Берк, Річ Айзен — Володимир Терещук;
- Фінн, Чарльз — Дмитро Терещук;
- Бітуїн — Анастасія Павленко;
- Крен, Малкіт, Доктор Гейбер — Дмитро Вікулов;
- Берні, Ірв — Ярослав Чорненький;
- Таті, Кайлер — Вікторія Левченко;
- Софія — Анна Артем'єва;
- Чарлі — Юрій Кудрявець;
- Віктор — Сергій Гутько;
- Іша Аман — Людмила Суслова;
- Бонні — Олена Узлюк;
- Марсел — Богдан Крепак;
- Бедреґ — В'ячеслав Хостікоєв;
- Ведучий — Олександр Шевчук.

### Додатковий акторський склад
Людмила Петриченко, Юрій Кухаренко, Ілля Левченко, Богдан-Гордій Бенюк, Роман Солошенко, Аліна Проценко, Майя Ведернікова, Вікторія Мотрук, Олександр Куколенко, Аліна Журба, Ілля Локтіонов.

## Епізоди
| № серії | Назва серії                                           | Режисер(и)      | Сценарист(и) | Оригінальна дата виходу |
| --- | ----------------------------------------------------- | --------------- | --- | ----------------------- |
| 1 | «Пілотний епізод» «Pilot»                             | Джеймс Понсолдт | Постановка: Мінді Калінг, Айк Барінгольц, Девід Стассен Сюжет: Елейн Ко, Мінді Калінг, Айк Барінгольц, Девід Стассен | 27 лютого 2025          |
| Після багаторічного ігнорування своїми братами, Айла Ґордон отримує шанс проявити себе. Її призначають президентом сімейної професійної баскетбольної команди Los Angeles Waves. Але її перший день проходить не дуже гладко.                                          |                                                       |                 | |                         |
| 2 | «Джо Пеші» «Joe Pesci»                                | Джеймс Понсолдт | Мінді Калінг | 27 лютого 2025          |
| Поки Несс і Сенді об'єднуються, щоб позбавити Айлу поста президента, вона починає пошуки нового спонсора команди. Однак таємниця з минулого їхнього покійного батька може стати загрозою звичному життю.                                                               |                                                       |                 | |                         |
| 3 | «Інтрижка з Тревісом Баґґом» «The Travis Bugg Affair» | Майкл Вівер     | Айк Барінгольц, Девід Стассен                                                                                        | 27 лютого 2025          |
| Після того, як Тревіс образив спонсора команди, Айла спробувала співпрацювати з ним, щоб виправити ситуацію, але це закінчилося зворотним ефектом для неї. Джекі, новий член сім'ї Ґордонів, намагається влаштуватися на новій посаді помічника Айли за допомогою Алі. |                                                       |                 | |                         |
| 4 | «Тольджанчхі» «Doljanchi»                             | Майкл Вівер     | Грейс Едвардс | 27 лютого 2025          |
| Перебуваючи у Фініксі на конференції власників ліг, Айла домовляється про кардинальну угоду. Повернувшись у Лос-Анджелес, Несс змушений переїхати до Сенді після того, як його вигнала дружина.                                                                        |                                                       |                 | |                         |
| 5 | «Доля» «Beshert»                                      | Тембі Бенкс     | Джо Манде | 27 лютого 2025          |
| Довгоочікувані заручини Айли та Лева сповнені небажаних сюрпризів і зізнань. Тим часом Джекі намагається кардинально змінити шоу в перерві матчу. |                                                       |                 | |                         |
| 6 | «Нерви» «The Yips»                                    | Тембі Бенкс     | Акшара Секар | 27 лютого 2025          |
| Айла намагається розслідувати чутки про продаж Маркуса. Тим часом, коли низька реалізація штрафних кидків Дайсоном починає заважати команді, він отримує незвичайну допомогу.                                                                                          |                                                       |                 | |                         |
| 7 | «Особливе місце в пеклі» «A Special Place in Hell»    | Майкл Вівер     | Брендон Чайлдс | 27 лютого 2025          |
| Щоб зупинити владну матір Тревіса, Айла створює посаду, щоб зайняти її. Тим часом любовне життя Сенді та Джекі дає тріщину. |                                                       |                 | |                         |
| 8 | «Серія перемог» «The Streak»                          | Майкл Вівер     | Майкл Родрігес | 27 лютого 2025          |
| Після того, як Джей зникає безвісти після інциденту в нічному клубі, Айла змушена його вистежити. Скориставшись порадою Несса, Сенді наважується на випадкову романтичну зустріч.                                                                                      |                                                       |                 | |                         |
| 9 | «Плей-офф» «The Playoffs»                             | Девід Стассен   | Майкл Чанг, Бронсон Діалло                                                                                           | 27 лютого 2025          |
| Вийшовши в плей-офф, Айла стикається з серйозною кризою, пов'язаною з одним із гравців, яка може поставити під загрозу його кар'єру, а також може вплинути на її стосунки з Левом. Тим часом, дізнавшись, що Чарлі самотній, Сенді вирішує повернути його.             |                                                       |                 | |                         |
| 10 | «Сьома гра» «Game Seven»                              | Девід Стассен   | Мінді Калінг, Айк Барінгольц, Девід Стассен                                                                          | 27 лютого 2025          |
| Після розриву з нареченим, Айла отримує знак, щоб спробувати повернути Лева. Джекі має пам'ятну річницю, але не має з ким її відсвяткувати. Тим часом LA Waves має найкращі шанси на плей-офф за останні роки. Чи витримають Ґордони цей тиск?                         |                                                       |                 | |                         |

## Виробництво

### Розробка
У червні 2021 року було оголошено, що Netflix замовив, оминаючи пілотний етап, комедійний серіал без назви на тему «Лос-Анджелес Лейкерс». Контролюючий власник і президент «Лос-Анджелес Лейкерс» Джіні Басс буде співвиконавчим продюсером серіалу разом з Мінді Калінг. Сценаристом, виконавчим продюсером і шоуранером серіалу спочатку мала стати Елейн Ко.
У січні 2024 року повідомлялося, що серіал отримав нову творчу команду — Ко залишила серіал, а Калінг тепер є співавтором сценарію та виконавчим продюсером серіалу разом з Айком Барінгольцом і Девідом Стассеном. Стассен також буде шоураннером серіалу.
У травні 2024 року серіал без назви отримав назву «Running Point». Виконавчими продюсерами серіалу є Мінді Калінг, Айк Барінгольц, Девід Стассен, Джіні Басс, Лінда Рембіс, Говард Кляйн і Кейт Гадсон, а продюсером — Джордан Рембіс. Виробничими компаніями, які беруть участь у створенні серіала, є Kaling International, 3 Arts Entertainment і Warner Bros. Television Studios.
У березні 2025 року Netflix продовжив серіал на другий сезон.

### Кастинг
У січні 2024 року було оголошено, що Кейт Гадсон приєдналася до серіалу як головна героїня Айла Ґордон, а також як виконавчий продюсер.
У лютому 2024 року було оголошено, що Бренда Сонг приєдналася до серіалу як Алі Лі, Дрю Тарвер як Сенді Ґордон і Скотт Макартур як Несс Ґордон, а також Чет Генкс приєднався до серіалу як Тревіс Баґґ, Кейла Монтерросо Мехіа як Ана Морено, Фабріціо Гуідо як Джекі Морено, Тобі Сандеман як Маркус Вінфілд і Роберто Санчес як Стівен Рамірез.
У березні 2024 року було оголошено, що Макс Грінфілд приєднався до серіалу в ролі Лева Леві, Дейн Ділігро в ролі Бадрага Кнаусса та Уче Агада в ролі Дайсона Гіббса. У травні 2024 року Джей Елліс приєднався до серіалу в ролі Джея Брауна. У червні 2024 року Скотт Еванс приєднався до серіалу в ролі Чарлі.

### Зйомки
Зйомки серіалу почалися в лютому 2024 року в Лос-Анджелесі. Зовнішня частина баскетбольного стадіону LA Waves, показана в серіалі, — це багатоцільова крита арена OVO Hydro в Глазго, Шотландія.

### Судова справа
У лютому 2025 року Університет Пеппердайн подав до суду на Netflix і Warner Bros. Discovery за «ймовірне порушення прав на торговельну марку». Університет стверджував, що в серіалі використовувався логотип їхньої команди Waves, а також звинуватив у використанні «кольорів своєї баскетбольної команди — помаранчевого та синього» та рекламі номера 37 на вигаданому баскетболістові.

## Показ
Серіал вийшов на Netflix 27 лютого 2025 року.

## Сприйняття
На веб-сайті агрегатора рецензій Rotten Tomatoes 78% із 41 відгука критиків є позитивними із середньою оцінкою 6,3/10. Консенсус критиків веб-сайту говорить: «Кейт Гадсон безперервно робить триочкові кидки зі своєю динамітною харизмою в Running Point, здійснюючи цю забавну серію, поки вона вирівнює свою стратегію гри».
Metacritic, який використовує середньозважену оцінку, присвоїв серіалу 65 балів зі 100 на основі відгуків 23 критиків, що вказує на «загалом схвальні» відгуки.